# Coupe d'Irlande de football 2009
Navigation
Édition précédente Édition suivante
La Coupe d'Irlande de football 2009 est la 86e édition de la Coupe d'Irlande de football organisée par la Fédération d'Irlande de football. La compétition a commencé le 26 avril 2009 pour se terminer le 22 novembre 2009 par la finale disputée pour la première fois au Tallaght Stadium. Le vainqueur gagne le droit de participer à la Ligue Europa 2010-2011 et à la Setanta Sports Cup 2010.

## Premier tour
| Club (division)                   | Score | Club (division)                 | Lieu de la rencontre | Date     |
| --------------------------------- | ----- | ------------------------------- | -------------------- | -------- |
| Castlebar Celtic (A Championship) | 3-1   | Ringmahon Rangers (Munster)     | Castlebar            | 26 avril |
| Glenmore Dundrum (Leinster)       | 1-6   | St Mary's (Munster)             | Dundrum              | 26 avril |
| Rockmount (Munster)               | 1-1   | Malahide United (Leinster)      |                      | 26 avril |
| Malahide United (Leinster)        | 1 -0  | Rockmount (Munster)             | Malahide             | 3 mai    |
| St Peter's ()                     | 0-1   | Bluebell United (Leinster)      |                      | 26 avril |
| Tralee Dynamos (A Championship)   | 2-0   | Clonmel Town ()                 | Tralee               | 26 avril |
| Tullamore Town (A Championship)   | 0-0   | Carrigaline United (Munster)    | Tullamore            | 26 avril |
| Carrigaline United (Munster)      | 2-1   | Tullamore Town (A Championship) | Carrigaline          | 3 mai    |

## Deuxième tour
| Club (division)                      | Score | Club (division)              | Lieu de la rencontre | Date   |
| ------------------------------------ | ----- | ---------------------------- | -------------------- | ------ |
| Blarney United FC (Munster)          | 2-1   | FC Carlow (A)                | Blarney              | 24 mai |
| Bluebell United (L)                  | 2-1   | Malahide United (L)          |                      | 24 mai |
| Cobh Ramblers FC (A)                 | 1-2   | Carrigaline United (Munster) | Cobh                 | 24 mai |
| Crumlin United (Leinster)            | 3-0   | Kildrum Tigers (Ulster)      |                      | 24 mai |
| Erris United ()                      | 2-4   | Cherry Orchard (Leinster)    |                      | 24 mai |
| Fanad United (Ulster)                | 2-2   | Ballymun United (Leinster)   |                      | 24 mai |
| Ballymun United (Leinster)           | 3-0   | Fanad United (Ulster)        | Ballymun             | 31 mai |
| Mayfield United (Munster)            | 3-2   | Castlebar Celtic (A)         |                      | 24 mai |
| Salthill Devon (A)                   | 3-1   | Newtown Rangers ()           | Galway               | 24 mai |
| Tralee Dynamos (A)                   | 1-0   | St Mary's ()                 | Tralee               | 24 mai |
| University College Dublin (Leinster) | 1-2   | Arklow Town (Leinster)       | Dublin               | 24 mai |

## Troisième tour
Les matchs ont eu lieu entre le 9 et le 14 juin 2009. Le troisième tour marque l’entrée en jeu des clubs professionnels de First Division (F) et de Premier Division (P).
Les matchs rejoués se sont déroulés entre le 15 et le 17 juin 2009.
| Club (division)             | Score    | Club (division)               | Lieu de la rencontre | Date |
| --------------------------- | -------- | ----------------------------- | -------------------- | ---- |
| Blarney United FC (Munster) | 2-1      | Sporting Fingal FC (F)        | Dublin               |      |
| Bohemian FC (P)             | 8-1      | Mayfield United (Munster)     | Dublin               |      |
| Bray Wanderers (P)          | 2-1      | Bluebell United (Leinster)    | Bray                 |      |
| Cherry Orchard (Leinster)   | 2-2      | Monaghan United (F)           |                      |      |
| Monaghan United (F)         | 4-0      | Cherry Orchard (Leinster)     | Monaghan             |      |
| Cork City FC (P)            | 2-2      | Sligo Rovers (P)              | Cork                 |      |
| Sligo Rovers (P)            | 2-1 (ap) | Cork City FC (P)              | Sligo                |      |
| Crumlin United (Leinster)   | 1-1      | Shelbourne FC (F)             | Dublin               |      |
| Shelbourne FC (F)           | 0- 1     | Crumlin United (Leinster)     | Dublin               |      |
| Derry City FC (P)           | 6-0      | Ballymun United (Leinster)    | Derry                |      |
| Finn Harps (F)              | 0-3      | Galway United (F)             | Ballybofey           |      |
| Kildare County F.C. (F)     | 1-2      | Athlone Town (F)              | Kildare              |      |
| Limerick FC (F)             | 0-1      | St. Patrick's Athletic FC (P) | Limerick             |      |
| Mervue United (F)           | 1-3      | Dundalk FC (P)                | Galway               |      |
| Shamrock Rovers (P)         | 1-1      | Drogheda United (P)           | Dublin               |      |
| Drogheda United (P)         | 0-3      | Shamrock Rovers (P)           | Drogheda             |      |
| Tralee Dynamos (A)          | 2-1      | Salthill Devon (A)            | Tralee               |      |
| UC Dublin (F)               | 3-1      | Arklow Town (Leinster)        | Dublin               |      |
| Waterford United (F)        | 6-1      | Carrigaline United ()         | Waterford            |      |
| Wexford Youths FC (F)       | 2-2      | Longford Town (F)             | Wexford              |      |
| Longford Town (F)           | 3-2 (ap) | Wexford Youths FC (F)         | Longford             |      |

## Quatrième tour
Les matchs se sont déroulés le week-end du 16 août 2009, les matchs à rejouer entre le 18 août et le 7 septembre.
| Club (division)               | Score         | Club (division)               | Lieu de la rencontre | Date |
| ----------------------------- | ------------- | ----------------------------- | -------------------- | ---- |
| Bray Wanderers (P)            | 2-0           | Tralee Dynamos (A)            | Bray                 |      |
| Crumlin United (L)            | 0-0           | Waterford United (F)          | Dublin               |      |
| Waterford United (F)          | 2-0           | Crumlin United (Leinster)     | Waterford            |      |
| Dundalk FC (P)                | 0-0           | Bohemian FC (P)               | Dundalk              |      |
| Bohemian FC (P)               | 0-0 (4-2 tab) | Dundalk FC (P)                | Dublin               |      |
| Galway United (F)             | 0-1           | Longford Town (F)             | Galway               |      |
| Monaghan United (F)           | 0-0           | St. Patrick's Athletic FC (P) | Monaghan             |      |
| St. Patrick's Athletic FC (P) | 1-0 (ap)      | Monaghan United (F)           | Dublin               |      |
| Shamrock Rovers (P)           | 3-1           | UC Dublin (F)                 | Dublin               |      |
| Sligo Rovers (P)              | 1-0           | Derry City FC (P)             | Sligo                |      |
| Sporting Fingal FC (P)        | 4-1           | Athlone Town (P)              | Dublin               |      |

## Quarts de finale
Les quarts de finale se sont disputés les 11 et 12 septembre 2009, les matchs à rejouer le 15 septembre 2009.
| Club (division)               | Score    | Club (division)               | Lieu de la rencontre | Date |
| ----------------------------- | -------- | ----------------------------- | -------------------- | ---- |
| Bohemian FC (P)               | 0-0      | Sligo Rovers (P)              | Dublin               |      |
| Sligo Rovers (P)              | 2-1      | Bohemian FC (P)               | Sligo                |      |
| Sporting Fingal FC (F)        | 2-2      | Shamrock Rovers (P)           | Dublin               |      |
| Shamrock Rovers (P)           | 1-2 (ap) | Sporting Fingal FC (F)        | Dublin               |      |
| Waterford United (F)          | 1-1      | St. Patrick's Athletic FC (P) | Waterford            |      |
| St. Patrick's Athletic FC (P) | 0-2      | Waterford United (F)          | Dublin               |      |
| Longford Town (F)             | 0-0      | Bray Wanderers (P)            | Longford             |      |
| Bray Wanderers (P)            | 2-1      | Longford Town (F)             | Bray                 |      |

## Demi-finales
Les deux demi-finales ont eu lieu le dimanche 25 octobre 2009. Le tirage au sort s’est tenu le lundi 21 septembre.
| Club (division)        | Score | Club (division)      | Lieu de la rencontre |
| ---------------------- | ----- | -------------------- | -------------------- |
| Sligo Rovers (P)       | 1-0   | Waterford United (P) | Sligo                |
| Sporting Fingal FC (F) | 4-2   | Bray Wanderers (P)   | Dublin               |

## Finale
| 22 novembre 2009 | Sligo Rovers   | 1 - 2 | Sporting Fingal FC                       | Tallaght Stadium, Tallaght    |                               |
|                  | Eoin Doyle 57e | (0-0) | Colm James 85e (pen.) · Gary O'Neill 90e | Arbitrage : Alan Kelly (Cork) | Arbitrage : Alan Kelly (Cork) |
|                  | Rapport        |       |                                          | Arbitrage : Alan Kelly (Cork) | Arbitrage : Alan Kelly (Cork) |